# Марк Твен проти...
«Марк Твен проти...» (рос. «Марк Твен против...») — молдовський радянський художній фільм 1976 року режисера Михайла Григор'єва за мотивами «Автобіографічних нотаток» Марка Твена.

## Сюжет
Нью-Йорк, 1860-і роки. Коли заощадження Сема виснажилися, він влаштувався кореспондентом в бульварну газету. Незабаром в газеті міста золотошукачів стали друкувати іскрометні статті, підписані псевдонімом Марк Твен...

## У ролях
- Олег Табаков
- Володимир Сошальський
- Лев Лемке
- Тетяна Васильєва
- Валентин Абрамов
- Марія Сагайдак
- Микола Пеньков
- Емілія Мільтон
- Владислав Долгоруков
- Зана Заноні
- Володимир Кашпур
- Микола Горлов
- Міхай Курагеу
- Юрій Глазунов
- Бено Аксенов

## Творча група
- Сценарій: Климентій Мінц
- Режисер: Михайло Григор'єв
- Оператор: Павло Балан
- Композитор: Володимир Терлецький